# Космос-1586
Космос-1586 је један од преко 2400 совјетских вјештачких сателита лансираних у оквиру програма Космос.
Космос-1586 је лансиран са космодрома Плесецк, СССР, 2. августа 1984. Ракета-носач Р-7 Семјорка (рус. Семёрка) (8К71, НАТО ознака SS-6 Sapwood) са додатим степеном је поставила сателит у орбиту око планете Земље. Маса сателита при лансирању је износила 2000 килограма. Космос-1586 је био сателит за рано упозоравање на појаву интерконтиненталних балистичких ракета.